# Anjoutey
Anjoutey település Franciaországban, Territoire de Belfort megyében. Lakosainak száma 598 fő (2022. január 1.). Anjoutey Rougemont-le-Château, Menoncourt, Bourg-sous-Châtelet, Eguenigue, Éloie, Étueffont, Grosmagny, Romagny-sous-Rougemont, Roppe és Saint-Germain-le-Châtelet községekkel határos.

## Népesség
A település népességének változása:
| Lakosok száma | 635  | 618  | 632  | 603  | 595  | 589  | 582  | 584  | 598  |
|               | 2013 | 2015 | 2016 | 2017 | 2018 | 2019 | 2020 | 2021 | 2022 |